# 1015
1015 је била проста година.

## Догађаји
- 15. јул — Владимир I Велики умире након 35 година владавине. Наслеђује га син, Свјатополк I, као велики кнез Кијева.
- Дански краљ Кнут Велики покреће инвазију на Мерсију и Нортамбрију у Енглеској.
- Улав Харалдсон се проглашава краљем Норвешке.
- Битка код Битоља.

## Рођења
- Андрија I, краљ Мађарске

## Смрти
- 15. јул — Владимир I Велики, велики кнез Кијева
- 14. децембар — Ардуин Иврејски, краљ Италије
- Гаврило Радомир, син цара Самуила